# Salt ügynök
A Salt ügynök (eredeti cím: Salt) 2010-ben bemutatott amerikai akciófilm, melyet Phillip Noyce rendezett. A forgatókönyvet Kurt Wimmer és Brian Helgeland írta, a főszerepben Angelina Jolie. A filmet Oscar-díjra jelölték a legjobb hang kategóriában.

## Rövid történet
Egy CIA-ügynök menekülni kényszerül, miután egy disszidáló orosz azzal vádolja őt, hogy orosz kém.

## Cselekmény
A film egy rövid visszaemlékezéssel kezdődik. Egy észak-koreai börtönben kihallgatás közben kegyetlenül megkínozzák Evelyn Saltot, hogy bevallja: az amerikai hírszerzés ügynöke. Váratlanul azonban egy csere keretében szabadon engedik.
Két évvel később Evelyn hűségét próbára teszik, amikor egy disszidens azzal vádolja, hogy Salt valójában orosz kém. A férje, Mike sorsa miatt is aggódó Salt megszökik, és kénytelen minden fedett kémként használt képességét valamint több éves tapasztalatát felhasználni, hogy elkerülje a letartóztatást. Salt ártatlanságának bizonyítására nem riad vissza semmitől. Ahogy a vadászat egyre jobban feltárja identitása mögött rejlő igazságot, továbbra is kérdés marad: ki az a Salt?

## Szereplők
| Színész           | Szerep                                       | Magyar hang          |
| ----------------- | -------------------------------------------- | -------------------- |
| Angelina Jolie    | Evelyn Salt ügynök                           | Kéri Kitty           |
| Liev Schreiber    | Theodore "Ted" Winter / Nyikolaj Tarkovszkij | Barabás Kiss Zoltán  |
| Chiwetel Ejiofor  | Darryl Peabody ügynök                        | Papp Dániel          |
| Daniel Olbrychski | Oleg Vaszilij Orlov                          | Rosta Sándor         |
| Daniel Pearce     | Orlov fiatalon                               | Rosta Sándor         |
| August Diehl      | Mike Krause, Salt férje                      | Géczi Zoltán         |
| Tika Sumpter      | nő                                           |                      |
| Olek Krupa        | Borisz Matvejev orosz elnök                  | Cs. Németh Lajos     |
| Hunt Block        | Howard Lewis amerikai elnök                  | Dunai Tamás          |
| Corey Stoll       | Shnaider                                     | Csík Csaba Krisztián |
| Andre Braugher    | védelmi miniszter                            | Bolla Róbert         |

## A forgatás
A forgatások fő helyszíne 2009 márciusától júniusig New Yorkban és Washingtonban volt. További felvételek készültek 2009 decemberében. Az üldözési jelenetek rögzítésére április és május között került sor Albanyban.

## Kritika
A Los Angeles Times esetében a dicséretet a színésznő kapta, és nem a film: „Jolie továbbra is bizonyítja, hogy képes kezelni a fegyvereket, a gránátokat és a rosszfiúkat, még akkor is, ha a cselekmény nem túl hihető.”